# Diocesi di Daet
La diocesi di Daet (in latino Dioecesis Daetiensis) è una sede della Chiesa cattolica nelle Filippine suffraganea dell'arcidiocesi di Cáceres. Nel 2023 contava 636.202 battezzati su 699.478 abitanti. È retta dal vescovo Herman Guinto Abcede, R.C.I.

## Territorio

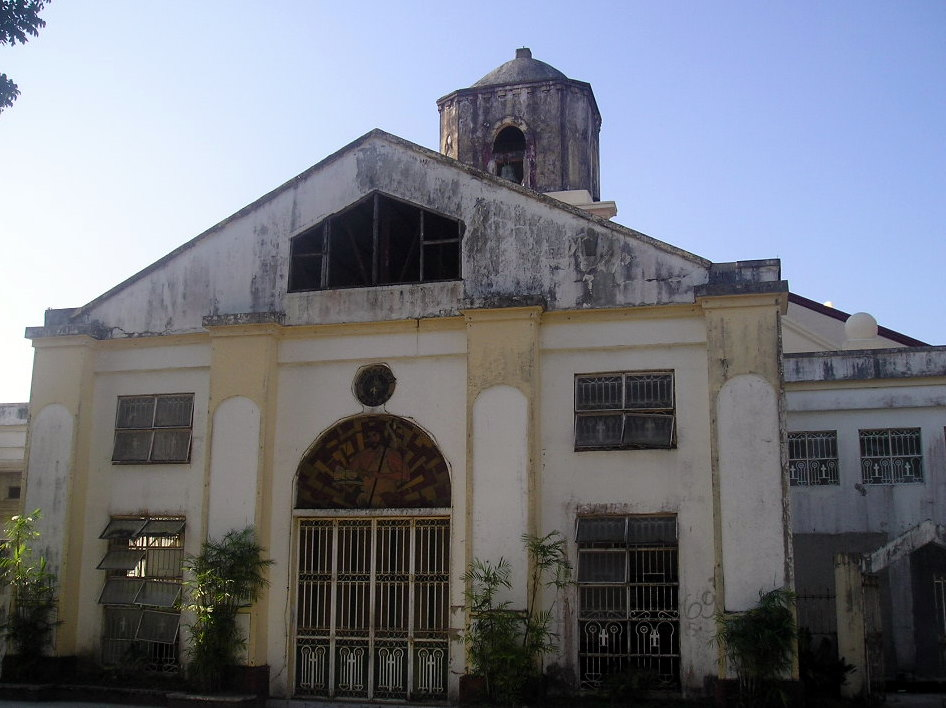
L'ex cattedrale di San Giovanni Battista

La diocesi comprende la provincia filippina di Camarines Norte sull'isola di Luzon.
Sede vescovile è la città di Daet, dove si trovano la cattedrale della Santissima Trinità e l'ex cattedrale dedicata a San Giovanni Battista.
Il territorio si estende su 2.200 km² ed è suddiviso in 30 parrocchie.

## Storia
La diocesi è stata eretta il 27 maggio 1974 con la bolla Requirit maximopere di papa Paolo VI, ricavandone il territorio dall'arcidiocesi di Cáceres.
Il 29 novembre 1982, con la lettera apostolica Sanctos caeli, papa Giovanni Paolo II ha confermato San Giuseppe Lavoratore patrono principale della diocesi.

## Cronotassi dei vescovi
Si omettono i periodi di sede vacante non superiori ai 2 anni o non storicamente accertati.
- Celestino Rojo Enverga † (27 maggio 1974 - 16 ottobre 1990 deceduto)
- Benjamin de Jesus Almoneda † (7 giugno 1991 - 4 aprile 2007 ritirato)
- Gilbert Armea Garcera (4 aprile 2007 - 2 febbraio 2017 nominato arcivescovo di Lipa)
- Rex Andrew Clement Alarcon (2 gennaio 2019 - 22 febbraio 2024 nominato arcivescovo di Cáceres)
- Herman Guinto Abcede, R.C.I., dal 4 marzo 2025

## Statistiche
La diocesi nel 2023 su una popolazione di 699.478 persone contava 636.202 battezzati, corrispondenti al 91,0% del totale.
| anno | popolazione | popolazione | popolazione | presbiteri | presbiteri | presbiteri | presbiteri                | diaconi | religiosi | religiosi | parrocchie |
| anno | battezzati  | totale      | %           | numero     | secolari   | regolari   | battezzati per presbitero | diaconi | uomini    | donne     | parrocchie |
| ---- | ----------- | ----------- | ----------- | ---------- | ---------- | ---------- | ------------------------- | ------- | --------- | --------- | ---------- |
| 1980 | 261.000     | 296.000     | 88,2        | 22         | 22         |            | 11.863                    |         | 5         | 8         | 16         |
| 1990 | 342.608     | 360.640     | 95,0        | 32         | 32         |            | 10.706                    |         |           | 16        | 17         |
| 1999 | 448.000     | 485.000     | 92,4        | 36         | 34         | 2          | 12.444                    |         | 2         | 26        | 20         |
| 2000 | 450.000     | 490.000     | 91,8        | 43         | 38         | 5          | 10.465                    |         | 5         | 32        | 20         |
| 2001 | 453.858     | 470.654     | 96,4        | 45         | 41         | 4          | 10.085                    |         | 4         | 38        | 22         |
| 2002 | 458.738     | 477.852     | 96,0        | 42         | 38         | 4          | 10.922                    |         | 4         | 41        | 22         |
| 2003 | 443.847     | 485.217     | 91,5        | 52         | 45         | 7          | 8.535                     |         | 7         | 37        | 21         |
| 2004 | 442.033     | 492.754     | 89,7        | 53         | 46         | 7          | 8.340                     |         | 7         | 37        | 21         |
| 2006 | 462.607     | 508.360     | 91,0        | 52         | 47         | 5          | 8.896                     |         | 7         | 28        | 24         |
| 2013 | 549.148     | 587.915     | 93,4        | 62         | 54         | 8          | 8.857                     |         | 37        | 29        | 30         |
| 2016 | 523.614     | 582.945     | 89,8        | 66         | 54         | 12         | 7.933                     |         | 34        | 32        | 30         |
| 2019 | 555.700     | 611.600     | 90,9        | 59         | 46         | 13         | 9.418                     |         | 38        | 48        | 32         |
| 2021 | 571.000     | 628.600     | 90,8        | 59         | 46         | 13         | 9.677                     |         | 38        | 48        | 32         |
| 2023 | 636.202     | 699.478     | 91,0        | 56         | 47         | 9          | 11.360                    |         | 20        | 46        | 30         |